# Sidemia johni
Sidemia johni là một loài bướm đêm trong họ Noctuidae.